# Nombre quantique du moment angulaire total
En mécanique quantique, le nombre quantique de moment angulaire total paramétrise le moment angulaire total d'une particule donnée, en combinant son moment angulaire orbital et son moment angulaire intrinsèque, c'est-à-dire son spin.
En notant S le spin d'une particule et L son vecteur de moment angulaire orbital, le moment angulaire total J s'écrit :
J = S + L.
Le nombre quantique associé est le nombre quantique principal de moment angulaire total j. Il est lié au nombre quantique azimutal ℓ et au nombre quantique de spin s par la relation :
| ℓ – s | ≤ j ≤ ℓ + s.
La relation entre le vecteur de moment angulaire total J et le nombre quantique de moment angulaire total j est donnée par la relation habituelle :
|| J || = √j (j + 1) ℏ.
La projection Jz du vecteur de moment angulaire total J sur l'axe de quantification z est donnée par :
Jz = mj ℏ,
où mj est le nombre quantique secondaire de moment angulaire total mj = mℓ + ms, qui prend les valeurs comprises entre – j et j avec un pas entier, ce qui permet 2 j + 1 valeurs différentes de  mj.
Le moment angulaire total correspond à l'opérateur de Casimir de l'algèbre de Lie du groupe des rotations tridimensionnelles SO(3) (en).